# انریکه سسما
انریکه سسما (اسپانیایی: Enrique Sesma‎؛ زادهٔ ۲۲ آوریل ۱۹۲۷) بازیکن فوتبال اهل مکزیک بود.
از باشگاه‌هایی که در آن بازی کرده‌است می‌توان به باشگاه فوتبال دپورتیوو تولوکا اشاره کرد.
وی همچنین در تیم ملی فوتبال مکزیک بازی کرده‌است.